# Miracle - Storia di destini incrociati
Miracle - Storia di destini incrociati (Miracol) è un film del 2021 scritto, diretto e montato da Bogdan George Apetri.
È la seconda parte di una trilogia tematica, che condivide anche alcuni personaggi, cominciata col precedente film del regista Neidentificat (2020).

## Trama
Un ispettore indaga sullo stupro di una giovane suora, decidendo di farsi giustizia da sé.

## Produzione
Il film è stato girato a Piatra Neamț, città natale del regista.

## Distribuzione
Il film è stato presentato in anteprima il 5 settembre 2021 alla 78ª Mostra internazionale d'arte cinematografica di Venezia, nella sezione Orizzonti. È stato distribuito nelle sale cinematografiche rumene a partire dal 4 febbraio 2022.
È stato distribuito nelle sale cinematografiche italiane da Trent Film a partire dal 27 ottobre 2022.